# Pansarbrigad 49
Pansarbrigad 49, förkortat PB 49, var ett typförband i inom pansarbrigaderna i svenska armén och var aktivt åren 1949–1958. Det svenska försvaret har mött hotförändringen med en vapenutveckling, som anpassats till den svenska terrängen och ekonomin. Organisation och taktik har kontinuerligt förändrats. De svenska brigaderna förnyades och förbättrades vart tionde år, vilket översikten nedan visar. Organisationsförändringar och tillförsel av nya vapen skedde dock under hela den 10-årsperiod som organisationen var i bruk. 1956 tillkom en förändring av PB 49, då brigaderna började tillföras Stridsvagn 74. PB 49 blev då PB 49M, dvs Pansarbrigad 49 Moderniserad.
| Typförband | Aktivt    | Kommentar                                                                     |
| ---------- | --------- | ----------------------------------------------------------------------------- |
| PB 49      | 1949–1956 | Stridsvagnsbataljonen bestående av två lätta och ett tungt stridsvagnskompani |
| PB 49M     | 1956–1959 | Stridsvagnsbataljonen bestående av tre stridsvagnskompanier                   |

## Pansarbrigadens organisation
- Pansarbrigadstab

### Bataljoner
| - I. stridsvagnsbataljon - Bataljonsstab mm - 1. lätta stridsvagnskompaniet (Stridsvagnskompaniet i PB 49M) - 2. lätta stridsvagnskompaniet (Stridsvagnskompaniet i PB 49M) - 3. tunga stridsvagnskompaniet (Stridsvagnskompaniet i PB 49M) - 4. följekompaniet - 5. stridsvagnstrosskompaniet | - II. pansarskyttebataljon - Bataljonsstab - 6. pansarskyttekompaniet - 7. pansarskyttekompaniet - 8. pansarskyttekompaniet - 9. pansarunderstödskompaniet - 10. pansartrosskompaniet | - III. pansarskyttebataljon - Bataljonsstab mm - 11. pansarskyttekompaniet - 12. pansarskyttekompaniet - 13. pansarskyttekompaniet - 14. pansarunderstödskompaniet - 15. pansartrosskompaniet |

### Kompanier
Kompanierna var i regel numrerade efter vilken brigad dom tillhörde. 
| - Pansargranatkastarkompani - Tunga granatkastarkompani x 2 (ingick i PB 49M) - Pansarspecialkompani - Bandpansarvärnskompani (Utgick i PB 49M) - Brigadstridsvagnskompaniet (Ingick i PB 49M) - Pansarluftvärnsautomatkanonkompani (Utgick i PB 49M) - Fältluftvärnskompani - Lätta fältluftvärnskompani - Pansaringenjörskompani | - Pansarunderhållsgrupp - Pansarunderhållsgruppstaben - Pansarbrigadbilkompaniet - Pansarintendenturkompaniet - Pansarammunitionspluton - Pansarsjukbärarpluton - Pansarsjukvårdspluton - Pansarreparationskompaniet - Pansarförrådstroppen (Utgick i PB 49M) - Pansaringenjörsmaterialpluton |

### Artilleri
- Pansardivision bestående av 15 cm Haubits m/39 eller 10,5 cm Haubits m/40
  - Divisionsstab
  - 1. pjäsbatteriet
  - 2. pjäsbatteriet
  - 3. pjäsbatteriet
  - 4. trossbatteriet